# Лядины (Гдовский район)
Лядины — деревня в Гдовском районе Псковской области России. Входит в состав Добручинской волости Гдовского района.
Расположена в 18 км к северу от Гдова и в 10 км к северо-западу от волостного центра, деревни Добручи. В 2,5 км к западу — Чудское озеро.

## Население
Численность населения деревни на 2000 год составляла 42 человека.